# Річкалова
Річка́лова (рос. Речкалова) — присілок у складі Ірбітського міського округу Свердловської області.
Населення — 884 особи (2010, 881 у 2002).
Національний склад населення станом на 2002 рік: росіяни — 92 %.